# Pierre-Richard Bruny
Pierre-Richard Bruny (Port-Salut, 6 de abril de 1972) é um ex-futebolista haitiano que atuava como zagueiro.

## Carreira em clubes
Em sua carreira profissional, Bruny defendeu apenas 2 clubes, o Don Bosco e o Joe Public (Trinidad e Tobago), entre 1992 e 2015, quando pendurou as chuteiras aos 43 anos. Pelo Don Bosco, venceu por 2 vezes a Série d'Ouverture (Torneio Apertura) do Campeonato Haitiano (2003 e 2014), um bicampeonato da Copa do Haiti (2006 e 2014) e foi campeão da Copa de Trinidade e Tobago pelo Joe Public em 2001.

## Seleção Haitiana
Pela Seleção Haitiana, o zagueiro estreou em julho de 1998, contra Trinidad e Tobago, pela semifinal das eliminatórias para a Copa Ouro da CONCACAF de 2000, a primeira das 4 que disputou pelos Grenadiers (participou ainda das edições de 2002, 2007[carece de fontes?] e 2009), tendo chegado 2 vezes às quartas-de-final e caindo na fase de grupos em outras 2, além de ter disputado 16 jogos pelas eliminatórias da CONCACAF entre 2000 e 2008. Bruny marcaria 2 gols pela seleção: um contra a Guatemala, em 2000 (amistoso) e outro sobre Saint-Martin, em 2004.
Sua despedida internacional foi em um amistoso contra a Argentina, em maio de 2010. Esta foi a 95ª partida de Bruny pela Seleção Haitiana (84 jogos oficiais e 11 não-oficiais), sendo o atleta com mais jogos pela equipe, tendo vencido a Copa do Caribe em 2007.

## Títulos
Don Bosco
- Campeonato Haitiano: 2003 (Série d'Ouverture), 2014 (Série d'Ouverture)
- Copa do Haiti: 2006, 2014

Joe Public
- Copa de Trinidade e Tobago: 2001

Seleção Haitiana
- Copa do Caribe: 2007

### Individuais
- MVP da Copa do Caribe: 2007